# Попова, Варвара Александровна
Варвара Александровна Попова (17 декабря 1899 — 31 октября 1988) — советская актриса театра и кино.

## Биография
Родилась 17 декабря 1899 года.
После окончания Третьей студии Московского Художественного театра (руководитель — Е. Б. Вахтангов) работала до 1956 года в Государственном академическом театре им. Е. Вахтангова. Наиболее заметной работой стала роль Луизы в спектакле по пьесе Фридриха Шиллера «Коварство и любовь», поставленном в 1930 году Павлом Антокольским, Осипом Басовым и Борисом Захавой.
Снималась в кино. Первыми фильмами стали немые ленты «Его призыв» Якова Протазанова и «Кирпичики» Михаила Доллера и Леонида Оболенского. Для любителей кино известна по небольшим, но запоминающимся ролям в сказках Александра Роу «Морозко» и «Варвара-краса, длинная коса»
Скончалась 31 октября 1988 года. Похоронена в колумбарии Московского Ваганьковского кладбища.

## Фильмография
- 1925 — Его призыв — Катя Сушкова
- 1925 — Кирпичики — Маруся
- 1926 — Случай на мельнице — Мотя
- 1926 — Эх, яблочко, куды котишься — Маруся
- 1927 — Жена — Варвара Глазкова
- 1962 — Течёт Волга — сестра Сергея
- 1962 — Конец света — Агафья
- 1963 — Домик в дюнах — бабушка
- 1963 — Большой фитиль — старушка на пристани (нет в титрах)
- 1964 — Председатель — Самохина
- 1964 — Морозко — слепая старушка
- 1964 — Дальние страны
- 1964 — Всё для Вас — соседка Пирожковых
- 1965 — Двадцать лет спустя — бабуля в поезде
- 1965 — Время, вперёд! — старушка в бараке
- 1966 — Скверный анекдот — сестра Млекопитаева
- 1966 — Пробуждение — дворничиха
- 1966 — День Икара
- 1966 — Выстрел — Кирилловна
- 1965 — Приезжайте на Байкал — Мелитониха
- 1967 — Бабье царство — Комариха
- 1969 — Братья Карамазовы — Матрёна
- 1969 — Директор — Зворыкина
- 1969 — Варвара-краса, длинная коса — нянька Степанида
- 1972 — Сибирячка
- 1972 — Золотые рога — бабка Настя

## Награды
- Медаль «За трудовую доблесть» (16 декабря 1946)[3]